# Universitatea din Istanbul
Universitatea din Istanbul (în turcă İstanbul Üniversitesi) este o universitate publică de cercetare proeminentă situată în Istanbul, Turcia.
Fondată de Mahomed al II-lea la 30 mai 1453, la o zi după cucerirea Constantinopolului de către turci, a fost reformată în 1846 ca prima instituție de învățământ superior otomană bazată pe tradițiile europene. Instituția succesoare, care funcționează sub numele actual din 1933, este prima universitate din Turcia modernă. Unele surse occidentale de dinainte de 1930 se referă la ea ca Universitatea din Constantinopol, după numele anterior al orașului, în timp ce una în franceză se referă la ea ca Université de Stamboul („Stamboul”, numele pentru centrul istoric al orașului).